# Diocesi di Cerasa
La diocesi di Cerasa (in latino Dioecesis Cerasena) è una sede soppressa del patriarcato di Costantinopoli e una sede titolare della Chiesa cattolica.

## Storia
Cerasa, identificabile con Eliesler in Turchia, è un'antica sede episcopale della provincia romana della Lidia nella diocesi civile di Asia. Faceva parte del patriarcato di Costantinopoli ed era suffraganea dell'arcidiocesi di Sardi.
La diocesi è documentata nelle Notitiae Episcopatuum del patriarcato di Costantinopoli fino al XII secolo.
Le liste dei partecipanti ai concili ecumenici ci hanno trasmesso i nomi di quattro vescovi di questa antica sede episcopale: Menecrate prese parte al concilio di Calcedonia, Giovanni al secondo concilio di Costantinopoli, Michele al secondo concilio di Nicea e Agatone al concilio di Costantinopoli dell'879-880 che riabilitò il patriarca Fozio di Costantinopoli.
Dal 1933 Cerasa è annoverata tra le sedi vescovili titolari della Chiesa cattolica; la sede è vacante dal 2 maggio 2001.

## Cronotassi

### Vescovi greci
- Menecrate † (menzionato nel 451)
- Giovanni † (menzionato nel 553)
- Michele † (menzionato nel 787)
- Agatone † (menzionato nell'879)

### Vescovi titolari
- Réginald-André-Paulin-Edmond Jacq, O.P. † (8 luglio 1948 - 2 maggio 2001 deceduto)[6]